# Sistema circolatorio linfatico
Il sistema circolatorio linfatico è un sistema complesso con varie funzioni. Il sistema linfatico è un sistema di drenaggio ad un solo verso che trasporta i fluidi dallo spazio interstiziale dei tessuti al torrente circolatorio presente in tutti i mammiferi. La sua principale funzione è il trasporto di proteine, liquidi e lipidi (specialmente per i vasi drenanti l'intestino) dall'interstizio al sistema circolatorio sanguigno, ma presenta anche ruoli di filtraggio e nella risposta immunitaria favorendo l'arrivo di antigeni agli organi linfoidi periferici per innescare i meccanismi immunitari.
Non tutti gli organi sono drenati dal sistema linfatico. Il sistema nervoso centrale, ossa, midollo osseo, parte materna della placenta ed endomisio dei muscoli mancano di vasi linfatici, anche se sono provvisti di condotti prelinfatici in grado di drenare il liquido interstiziale ai linfonodi zonali. Cristallino, cornea, epidermide, cartilagine e tonaca intima delle arterie di grosso calibro mancano oltre che della vascolarizzazione linfatica anche di quella sanguigna.
Un recente studio del 2023 ha dimostrato un collegamento tra il cervello ed il sistema immunitario. Questo lavoro dimostra l'esistenza di una ramificata rete di sottili vasi linfatici che attraversa le meningi: la sua esistenza smentisce l'idea, radicata da oltre un secolo, che il cervello fosse completamente isolato dal sistema immunitario. La scoperta potrà avere notevoli ricadute sullo studio e la terapia di molte malattie neurologiche.

## Organizzazione generale
Il sistema circolatorio linfatico consiste in una serie di vasi che si formano a fondo cieco nei tessuti (forma a “dito di guanto”), essi costituiscono i capillari linfatici e sono formati da cellule endoteliali sovrapposte ai margini. I capillari linfatici confluiscono in vasi linfatici propriamente detti, o anche vasi precollettori, dotati di valvole. 
Sono presenti valvole a nido di rondine in tutti i vasi linfatici propriamente detti, cosa che obbliga lo scorrimento della linfa in un'unica direzione centripeta. Il segmento di vaso tra due valvole è chiamato linfangione, e ha la caratteristica di essere capace di contrazione propria. A loro volta i vasi precollettori confluiscono in vasi più grandi, i collettori pre-linfonodali. Tali vasi sfociano in varie stazioni linfonodali lungo il loro percorso. La linfa rilasciata nei linfonodi ricircola all'interno per poi riversarsi nei collettori post-linfonodali che confluiscono nei più grossi tronchi linfatici convergenti poi nei dotti linfatici, che infine raggiungono le vene alla base del collo all'interno delle quali riversano la linfa residua.
Nel corpo umano i dotti sono solo due: il dotto toracico e il dotto linfatico destro che si dividono i territori di drenaggio. Il dotto toracico drena la maggior parte delle regioni inferiori del corpo e la regione toracica sinistra, l'arto superiore sinistro, la parte sinistra del cuore e le metà sinistre di testa e collo sfociando poi nella giunzione giugulosucclavia sinistra. Il dotto linfatico destro, invece, drena la porzione destra del cuore, l'arto superiore destro, le metà destre di testa e collo, il diaframma, il polmone destro e la maggior parte del polmone sinistro per confluire poi nella giunzione giugulosucclavia destra.
Tali vasi dopo aver raccolto tutta la linfa drenata dall'organismo si gettano in prossimità dell'angolo di confluenza della vena giugulare interna con la succlavia a sinistra il primo e a destra il secondo.

## Linfa

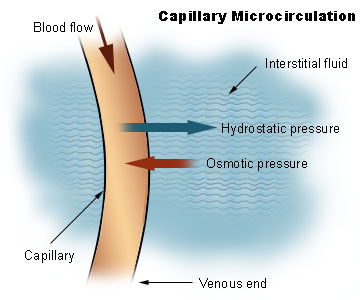
Microcircolazione di un capillare con formazione del fluido interstiziale

La linfa è il liquido (color latteo) che circola nei vasi linfatici e deriva completamente dal fluido interstiziale. Durante lo scorrimento del sangue nel capillare, infatti, una parte del plasma (circa 15 mL/min) filtra attraverso la parete andando nell'interstizio. Di questa quota il 90% viene riassorbito dall'estremità venosa dei capillari sanguigni stessi ritornando in circolo. La parte rimanente di questo liquido extravasato non viene riassorbito rapidamente (2-4 litri in 24 ore) formando il fluido interstiziale. Tale fluido contiene anche alcune proteine plasmatiche che, essendo extravasate, non riescono più a rientrare nel flusso sanguigno a causa del gradiente di concentrazione.
Questo fluido durante il tragitto verso i capillari linfatici si arricchisce di prodotti del metabolismo cellulare, ormoni, antigeni e varie sostanze (che possono essere importanti anche ai fini diagnostici) e si impoverisce di nutrienti. In questo modo la linfa corrisponde grosso modo al liquido interstiziale e la sua formazione consiste nell'ingresso nel vaso linfatico
La linfa rappresenta un efficace sistema attraverso cui l'organismo raccoglie liquidi e materiale di scarto dalla periferia per poi veicolarlo agli organi di depurazione (fegato, reni, polmoni, linfonodi). Sotto questo punto di vista, la funzione del sistema linfatico è quindi molto simile a quella del circolo venoso

## Vasi linfatici
In base a quanto già spiegato nel paragrafo precedente si possono descrivere due grossi tipi di vasi linfatici: periferici e di conduzione. I primi sono dotati di un'alta capacità assorbente, mentre i secondi sono perlopiù predisposti per il trasporto della linfa.
In base alla loro struttura è possibile poi classificare i vasi linfatici in cinque tipi diversi, di cui solo il primo è periferico mentre gli altri sono tutti di conduzione: capillari, precollettori, collettori (sia pre- sia post-linfonodali), tronchi e dotti.

### Vasi linfatici periferici

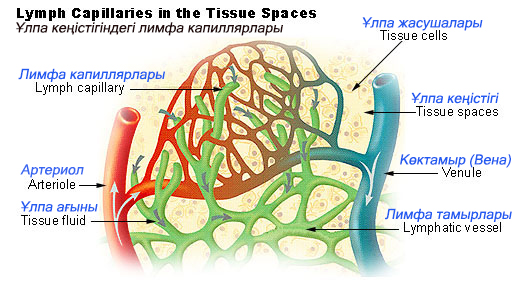
Capillari linfatici

I vasi linfatici periferici sono costituiti solamente dai capillari linfatici in quanto le uniche strutture dotate di capacità assorbente. I capillari, molto difficili da osservare all'interno di un organo per via della loro parete sottile e la tendenza a collassare, dal punto di vista strutturale presentano tutti la stessa organizzazione.
I capillari sono frequentemente cilindrici, con un diametro di circa 10-60 µm, formati da cellule endoteliali piatte con numerose invaginazioni sia verso la superficie luminale sia esterna e in completa assenza di una membrana basale. Fra le cellule sono presenti giunzioni intercellulari serrate responsabili dell'integrità della parete che però sembrano mancare in più di qualche punto donando capacità assorbente al capillare.
L'assorbimento dipende dalla capacità dell'endotelio di dilatarsi nei punti privi di giunzioni riducendo la pressione all'interno del vaso e generando un "risucchio" dall'interstizio all'interno del capillare. Questa dilatazione è permessa dalle fibre dai filamenti di ancoraggio, fibre della matrice extracellulare legate alle cellule endoteliali capaci di esercitare una tensione sulla parete allargandola localmente.

### Vasi linfatici di conduzione
I vasi linfatici di conduzione sono i vasi preposti al trasporto della linfa dai capillari allo sbocco nel torrente circolatorio e comprendono i precollettori, collettori pre- e post-linfonodali, tronchi e dotti linfatici.

#### Precollettori
I precollettori sono piccoli vasi linfatici che mettono in rapporto la porzione assorbente rappresentata dai capillari e le vie di deflusso rappresentate dai collettori. Essendo una struttura di transizione dai capillari, si assiste a uno sviluppo di uno strato esterno connettivale molto esile in cui possono essere presenti fibre muscolari lisce ad andamento a spirale. Le valvole sono rare e insufficienti permettendo, quindi, dei reflussi o inversioni di corrente. Confluiscono a formare i vasi collettori e costituiscono le prime vie di deflusso all'interno degli organi.

#### Collettori
I vasi collettori nascono dalla confluenza di più vasi precollettori. Si distinguono in superficiali se decorrono nei tegumenti, nello spessore del tessuto connettivo sottocutaneo e indipendenti dal decorso dei vasi sanguigni e profondi se posti più profondamente alla fascia comune o all'interno dei visceri e satelliti dei vasi arteriosi o venosi. Si dividono ancora in collettori afferenti o pre-linfonodali e collettori efferenti o post-linfonodali a seconda che sfocino o nascano da un linfonodo.
Nei vasi collettori non è possibile suddividere la parete in tre tonache distinte. Data la loro natura muscolare è possibile notare l'organizzazione dei fasci muscolari ad andamento elicoidale divisi in due strati a direzione opposta, uno interno o intimo e uno esterno o avventiziale. Manca quasi completamente il contingente elastico. Numerosi fasci connettivali dipartono a raggiera dalla periferia della parete per ancorarsi all'ambiente circostante donando a tali vasi un aspetto beante.
Sono tutti riccamente provvisti di valvole che si presentano a coppie, come quelle venose. Hanno forma semilunare e sono orientate in modo da permettere solo il deflusso centripeto e impedire reflussi o inversioni di corrente. La presenza di valvole dona ai collettori un aspetto moniliforme, cioè un alternarsi di tratti facilmente dilatabili. In corrispondenza delle valvole la muscolatura si fa ridotta o assente.

## Propulsione della linfa

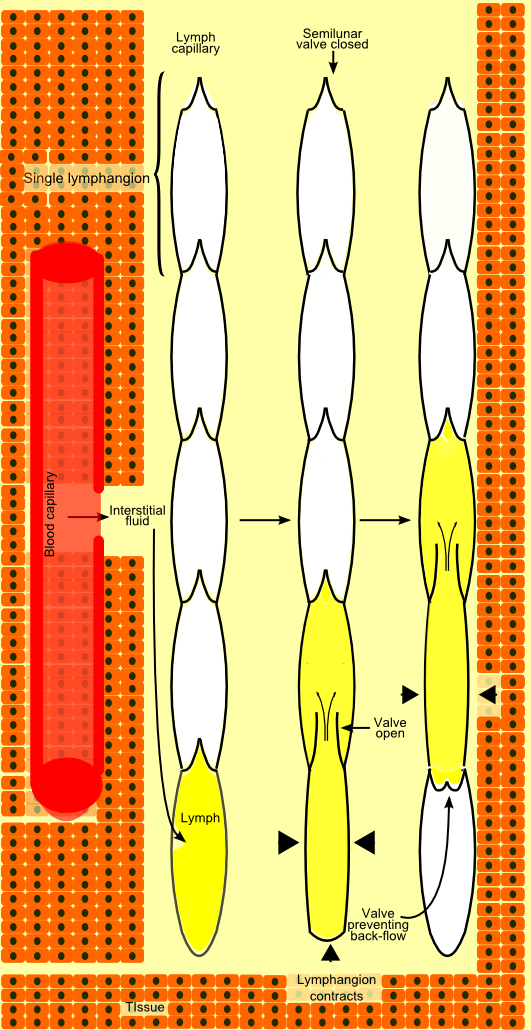
Propulsione della linfa nei vasi linfatici

La linfa contenuta nei vasi linfatici non circola grazie a una pompa come il cuore del sistema circolatorio sanguigno e i vasi stessi non hanno una componente muscolare tale da giustificare una propulsione autonoma. Nei diversi esseri viventi esistono meccanismi diversi.
Nei vertebrati superiori, come l'uomo, si ha l'azione di meccanismi sia attivi sia passivi. I principali meccanismi risultano essere:
- la compressione esterna dei vasi linfatici sia da parte della muscolatura sia dalla pulsazione arteriosa delle arterie di cui sono satelliti;
- l'attività contrattile presente in alcuni vasi linfatici;
- variazioni della pressione interstiziale;
- i movimenti respiratori.

Nei vertebrati inferiori, invece, il sistema linfatico contiene i cosiddetti cuori linfatici, formazioni contrattili specializzate che spingono la linfa.

## Linfonodi
I linfonodi sono stazioni interposte sul percorso dei vasi linfatici. Ogni linfonodo spezza un collettore in una parte pre-linfonodale e una post-linfonodale.
Il ruolo dei linfonodi è di filtrare la linfa che viene riversata dai numerosi vasi afferenti e riversarla nell'unico vaso efferente. In questo contesto i linfonodi svolgono un ruolo della risposta immunitaria poiché tutti gli antigeni che arrivano dai tessuti vengono catturati ed esposti ai linfociti per attivare la risposta.

## Derivazione embriologica
Il sistema linfatico comincia il suo sviluppo verso la fine della VI settimana. I vasi linfatici si sviluppano in maniera simile ai vasi sanguigni e si forma una rete linfatica dalla connessione dei capillari linfatici. Alla fine del periodo embrionale si formano sei sacchi linfatici primari:
- due sacchi linfatici giugulari vicino ai primordi della giunzione giugulosucclavia;
- due sacchi linfatici iliaci vicino alla giunzione delle vene iliache con le vene cardinali posteriori;
- un sacco linfatico retroperitoneale lungo l'attacco del mesentere alla parete addominale posteriore;
- una cisterna chili dorsalmente al sacco linfatico retroperitoneale.

Si ha quindi uno sviluppo indipendente dei vasi e dei sacchi linfatici che successivamente si riuniscono. Seguendo le vene principali, i vasi raggiungono:
- testa, collo e arti superiori partendo dai sacchi giugulari;
- tronco inferiore e arti inferiori partendo dai sacchi iliaci;
- l'intestino primitivo partendo dal sacco retroperitoneale e dalla cisterna chili.

Due grossi canali, che successivamente si anastomizzeranno, congiungono i sacchi giugulari con la cisterna chili formando i dotti toracici sinistro e destro.

### Sviluppo dei dotti
I sacchi giugulari vengono connessi con la cisterna chili da due grossi canali che successivamente si anastomizzano: i dotti toracici sinistro e destro. Dalla porzione caudale del dotto di destra, dall'anastomosi e dalla porzione craniale del dotto sinistro si forma il dotto toracico; mentre dalla porzione craniale del dotto destro si forma il dotto linfatico destro. Successivamente i due dotti si riuniranno al sistema venoso sboccando nelle prossimità delle giunzioni giugulosucclavie omolaterali.

### Sviluppo dei linfonodi
I sacchi linfatici, tranne la cisterna chili, si trasformano in linfonodi durante la prima parte del periodo fetale. Vengono successivamente invasi da cellule mesenchimali che ne frammentano la cavità creando una rete di canali linfatici e dando origine alla capsula.

## Funzioni
Le principali funzioni del sistema linfatico sono il mantenimento dell'omeostasi dei fluidi tissutali e il ruolo nella risposta immunitaria. A queste si può aggiungere, soprattutto per quanto riguarda i vasi linfatici intestinali, l'assorbimento di acidi grassi e conseguente trasporto di grasso e chilo verso il sistema circolatorio.

### Drenaggio
È già stato ampiamente spiegato nei paragrafi precedenti come i capillari linfatici a fondo cieco presenti nei tessuti siano fondamentali per il riassorbimento di una parte (circa il 10%) del fluido interstiziale che si forma e che non viene drenato dai vasi sanguigni. Il fluido che viene riassorbito forma la linfa che poi circola in tutto il sistema per essere rigettata nel sistema sanguigno.

### Risposta immunitaria
Per via del ruolo di drenaggio dei tessuti, il sistema linfatico accoglie una linfa che, prima di entrare in circolo, si è arricchita di sostanze presenti nei fluidi interstiziali. Durante un'infezione o un danno tissutale il fluido può aumentare e contenere numerose sostanze (in particolare antigeni) che possono innescare risposte immunitarie. I tessuti che offrono un'entrata per i microbi sono soprattutto i tegumenti e l'apparato gastrointestinale e sono per questo ricchi di cellule dendritiche in grado catturare gli antigeni. Questi antigeni microbici, le cellule che li hanno inglobati e svariati mediatori chimici dell'infiammazione vengono quindi immessi in circolo e si dirigono ai linfonodi dove la linfa ricircola e viene filtrata. Qui, poi, avviene l'attivazione della risposta immunitaria adattativa.

### Ruolo nel sistema linfoide
Il sistema linfoide è per definizione l'insieme degli organi che producono e permettono lo sviluppo di linfociti in grado di rispondere attivamente in una risposta immunitaria. Si distinguono in primari (o centrali) e secondari (o periferici) a seconda che producano e sviluppino oppure attivino semplicemente le cellule:
Organi linfoidi primari
- Midollo osseo
- Timo

Organi linfoidi periferici
- Milza
- Linfonodi
- MALT

Sebbene il sistema linfatico abbia un ruolo pressoché nullo nella produzione e nello sviluppo dei linfociti, svolge un ruolo determinante nella risposta immunitaria permettendo l'arrivo degli antigeni ai linfonodi e innescando le sequenze di attivazione. Alla milza gli antigeni arrivano tramite il circolo sanguigno.

## Topografia di vasi linfatici e linfonodi

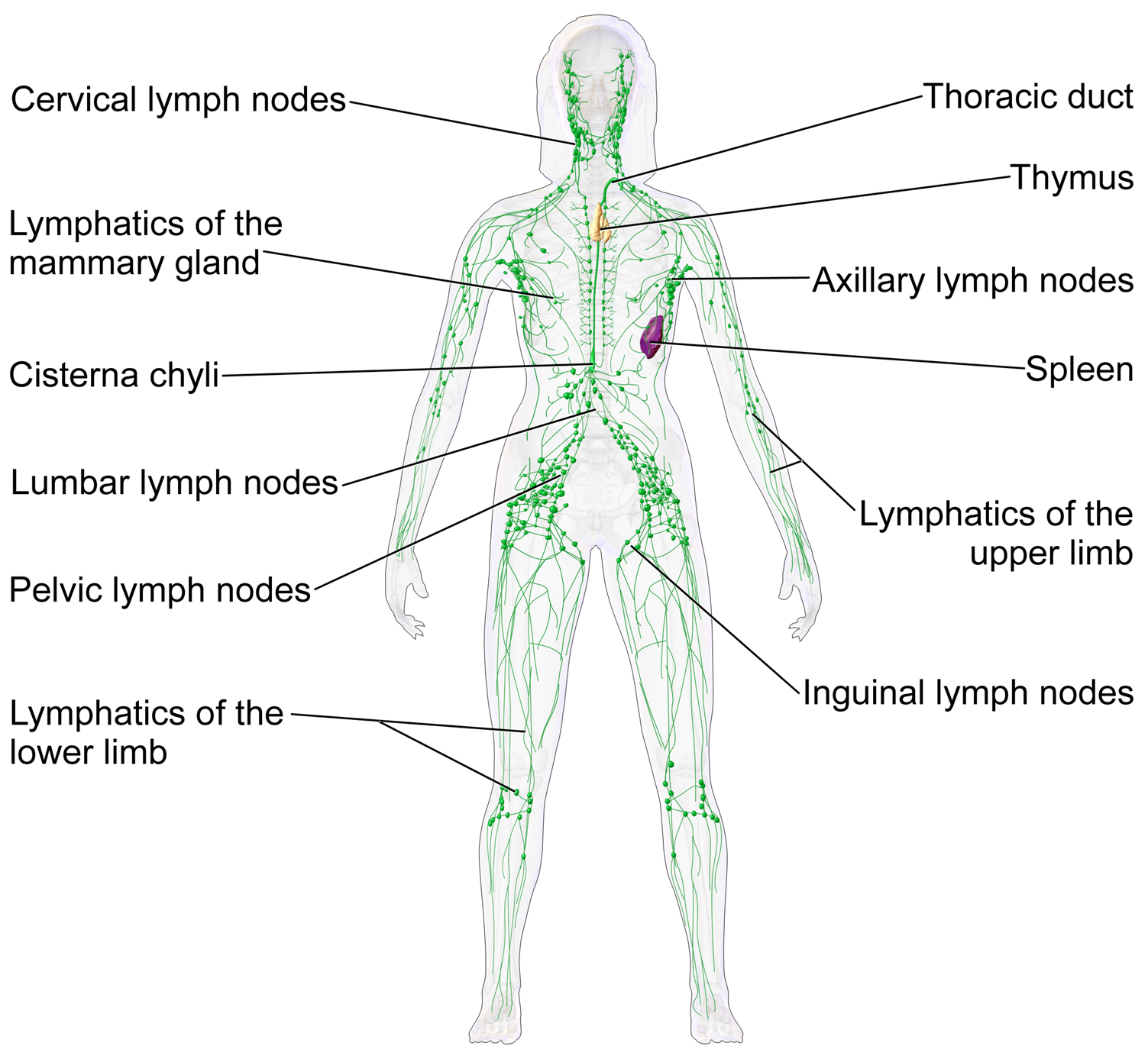
Disposizione dei vasi linfatici nel corpo

### Dotti

#### Dotto toracico
Il dotto toracico è il principale vaso linfatico dell'organismo ed è la via principale di scarico della linfa nel torrente ematico. Si origina dalla confluenza di due radici: i tronchi linfatici lombari sinistro e destro e il tronco linfatico intestinale. In base a dove avviene la confluenza, può cominciare a livello della II vertebra lombare dove presenta frequentemente una dilatazione ampollare (la cisterna del chilo o cisterna di Pecquet) o anche più in alto mancando però di tale dilatazione. Presenta una lunghezza che va dai 38 cm ai 45 cm e un calibro non uniforme per la presenza di tratti dilatati o ristretti, ma che oscilla sempre tra i 4 e gli 8 mm. È provvisto di valvole e presenta numerose variazioni individuali di origine, decorso e terminazioni che lo portano, ad esempio, a essere duplice o presentare una divisione in più tronchi. Termina sboccando in prossimità della giunzione giugulosucclavia sinistra.

#### Dotto linfatico destro
Il dotto linfatico destro non è costante e può formarsi a destra per la confluenza dei tronchi linfatici giugulare e succlavio e a volte anche del tronco bronco-mediastinico. È lungo 10–12 mm e sbocca in corrispondenza della giunzione giugulosucclavia destra.

### Tronchi linfatici

#### Tronchi linfatici lombari
I tronchi linfatici lombari sinistro e destro sono i vasi efferenti del gruppo aortico laterale dei linfonodi lomboaortici. Drenano la regione sottombelicale della parete addominale, la parete pelvica, la parete perineale, l'arto inferiore e il territorio vascolarizzato dai rami splancnici pari dell'aorta.

#### Tronco linfatico intestinale
Il tronco linfatico intestinale è il vaso efferente dei linfonodi celiaci, gruppo terminale dei linfonodi preaortici. Drena la porzione sottodiaframmatica del tubo digerente, gli organi annessi al tratto digerente fino a metà del retto e il territorio vascolarizzato dai rami splancnici impari dell'aorta.

#### Tronchi linfatici giugulari
I tronchi linfatici giugulari sinistro e destro originano dalla confluenza del plesso collettore linfatico che drena inferiormente i gruppi dei linfonodi cervicali profondi. Seguono l'ultimo tratto della vena giugulare interna. Dalla confluenza dei tronchi linfatici giugulare, succlavio e broncomediastinico destri nasce il dotto linfatico destro. Il tronco linfatico giugulare sinistro, invece, confluisce nel dotto toracico prima del suo sbocco nel sistema venoso. I due tronchi drenano i territori di testa e collo omolaterali.

#### Tronchi linfatici succlavi
I tronchi linfatici succlavi sinistro e destro nascono dal plesso costituito dai collettori linfatici efferenti del gruppo apicale dei linfonodi ascellari. Dalla confluenza dei tronchi linfatici succlavio, giugulare e broncomediastinico destri nasce il dotto linfatico destro. Il tronco linfatico succlavio sinistro, invece, confluisce nel dotto toracico prima del suo sbocco nel sistema venoso. I due tronchi drenano gli arti superiori, parte della parete toracica, parte della mammella e la porzione sopraombelicale della parete addominare anteriore.

#### Tronchi linfatici broncomediastinici
I tronchi linfatici broncomediastinici sinistro e destro nascono dalla confluenza dei collettori linfatici che provengono dai gruppi linfonodali mediastini anterosuperiori e tracheobronchiali. Dalla confluenza dei tronchi linfatici broncomediastinici, succlavio e giugulare destri nasce il dotto linfatico destro. Il tronco linfatico broncomediastinico sinistro, invece, confluisce nel dotto toracico prima del suo sbocco nel sistema venoso. I due tronchi drenano la parete toracica profonda, la trachea, l'esofago, il fegato e le regioni omolaterali dei polmoni, dell'albero bronchiale e del cuore.

### Drenaggio di testa e collo

#### Vasi linfatici
La superficie cutanea del cranio viene divisa in tre zone di drenaggio linfatico: anteriore, media e posteriore. La zona anteriore, insieme alle regioni di fronte alta, temporale e auricolare anteriore afferisce ai linfonodi parotidei. La zona media, insieme alle regioni parietale, auricolare superiore e posteriore, afferisce ai linfonodi mastoidei e cervicali. La zona posteriore, insieme alla regione nucale, afferisce ai linfonodi occipitali e cervicali profondi.
Le regioni nasali esterne sono drenate dai linfonodi parotidei, cervicali superficiali e sottomandibolari. La rinofaringe e le cavità nasali sono drenate dai linfonodi retrofaringei e cervicali profondi.
Le regioni anteriori del cavo orale afferiscono ai linfonodi sottomandibolari e sottomentali, mentre la restante parte è drenata dai linfonodi della giugulare interna.
La lingua è drenata da una ricca rete linfatica: l'apice afferisce ai linfonodi sottomentali, la porzione anteriore ai linfonodi giugulomioioidei, il terzo medio ai linfonodi sottomandibolari e a quelli della giugulare interna, mentre il terzo posteriore afferisce ai linfonodi giugulodigastrico e del nervo accessorio spinale.

#### Linfonodi

##### Classificazione a catene
I linfonodi possono essere raggruppati in 10 gruppi divisi in 3 catene:
Catena orizzontale superiore
1. sottomentoniero
2. sottomandibolare
3. parotideo
4. mastoideo
5. occipitale

- territorio di drenaggio: labbra, mento, parte della lingua, denti, parte del naso, ghiandole salivari, cuoio capelluto, meato acustico esterno, padiglione auricolare

Catena verticale
1. linfonodi cervicali superficiali anteriori
2. linfonodi cervicali superficiali
3. linfonodi cervicali profondi
4. linfonodi del triangolo posteriore

- territorio di drenaggio: visceri del collo, porzione posteriore delle cavità nasali, regioni sottomentali, mandibolare e linguale

Catena orizzontale inferiore
1. linfonodi dell'arteria cervicale trasversa

- territorio di drenaggio: regioni posteroinferiori cervicali, sopra- e sottoclaveari, regione ascellare alta

##### Classificazione a livelli
Secondo una classificazione più semplificata e di recente costruzione vengono presi in considerazione solo i linfonodi clinicamente palpabili e vengono suddivisi in 7 livelli:
1. linfonodi sottomentonieri e sottomandibolari
2. parte alta della catena giugulare interna, dalla base cranica all'osso ioide
3. parte media della catena giugulare interna, dall'osso ioide alla cartilagine cricoidea
4. parte inferiore della catena giugulare interna, dalla cartilagine cricoidea in giù
5. linfonodi del triangolo posteriore e linfonodi dell'arteria cervicale trasversa
6. linfonodi tiroidei, prelaringei, pretracheali
7. linfonodi della doccia tracheoesofagea e del mediastino superiore

- linfonodi retrofaringei: non essendo palpabili non rientrano in nessun livello[13].

### Linfonodi ascellari

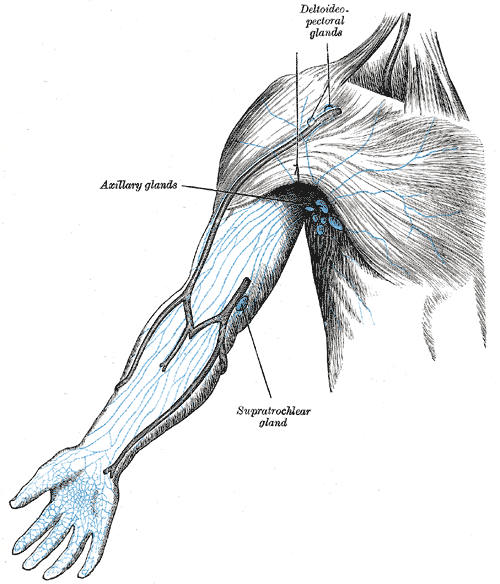
Drenaggio linfatico dell'arto superiore

Nel cavo ascellare sono presenti 5 raggruppamenti linfonodali disposti in gruppi e catene e convergenti verso l'interno dell'ascella. Dal gruppo più interno o apicale hanno origine i tronchi succlavi.
- gruppo laterale o brachiale: riceve quasi tutti i collettori linfatici. Superficiali e profondi dell'arto superiore;
- gruppo anteriore o pettorale o toracico: riceve la maggior parte dei collettori che drenano i tegumenti e i muscoli delle regioni anterolaterale del torace, centrolaterale della mammella e sopraombelicale addominale
- gruppo posteriore o sottoscapolare: riceve i collettori che drenano i tegumenti e i muscoli della parete posteriore del torace, dalla regione scapolare e dalla parte posteroinferiore del collo
- gruppo centrale: riceve i collettori efferenti di altri linfonodi ascellari
- gruppo apicale o sottoclavicolare: riceve i collettori di altri gruppi ascellari

### Drenaggio dell'arto superiore

#### Vasi linfatici
I vasi linfatici, come i linfonodi, sono divisi in superficiali e profondi. I collettori linfatici superficiali nascono dai capillari linfatici cutanei, specialmente della mano, da cui risalgono nell'avambraccio per formare tre gruppi: collettori mediali, laterali e  anteriori. Nel braccio poi proseguono per arrivare all'ascella dove terminano aprendosi nei linfonodi del gruppo laterale.

#### Linfonodi
Alcuni linfonodi, molto variabili, sono disposti sono distribuiti sui collettori della mano, dell'avambraccio e del braccio. I linfonodi della palma della mano e i linfonodi epitrocleare sono superficiali e i loro collettori sono satelliti della vena basilica. I linfonodi radiali, interossei anteriore e posteriore, cubitali e brachiali sono profondi e i loro collettori sono satelliti dei vasi profondi.

### Drenaggio della parete toracica
Il drenaggio linfatico della parete toracica è diviso in due sistemi, profondo e superficiale. Il sistema superficiale è tributario dei linfonodi ascellari e i vasi che nascono dalle reti cutanee vi si dirigono. Il sistema profondo è di seguito descritto.

#### Vasi linfatici profondi
I collettori linfatici drenano i muscoli toracici, intercostali e il diaframma. Si dirigono poi ai linfonodi profondi.

#### Linfonodi profondi
I linfonodi profondi sono divisi in 3 gruppi:
- sternale: drena la cute e i muscoli della parete anteriore del torace, la regione epigastrica, la cute della mammella e i linfonodi diaframmatici anteriori;
- intercostale: riceve i collettori linfatici intercostali;
- diaframmatico: drena il diaframma, riceve i linfatici profondi del fegato.

### Drenaggio della mammella

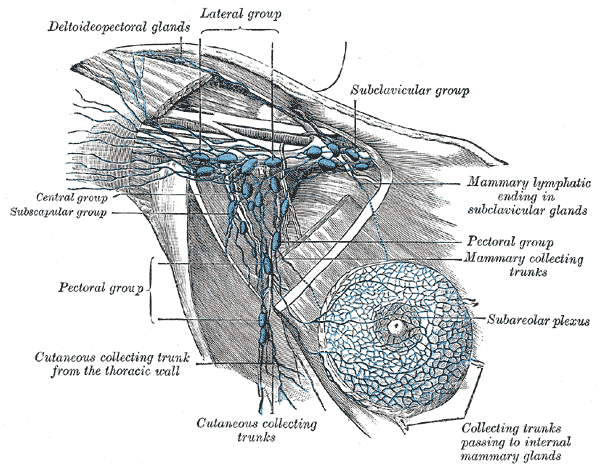
Drenaggio linfatico della mammella

I vasi linfatici originano da una rete perilobulare e dalla parete dei dotti galattofori che comunicano con la rete subareolare intorno al capezzolo. I vasi poi circondano il margine anteriore, perforano la fascia ascellare e terminano per la maggior parte nei linfonodi superiori del gruppo anteriore dei linfonodi ascellari.
I vasi linfatici profondi, invece, passano attraverso i muscoli pettorale e intercostali per terminare nei linfonodi sternali. Nel decorso degli spazi intercostali questi vasi si anastomizzano con i vasi provenienti dal fegato e dal diaframma.

### Drenaggio dei visceri toracici

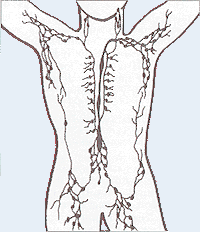
Vasi linfatici toracici

I visceri toracici vengono drenati da diversi gruppi linfonodali prima di sfociare direttamente nel dotto toracico o linfatico destro. In particolare i vasi efferenti dei gruppi tracheobronchiale e brachiocefalico si uniscono con i vasi efferenti dei linfonodi parasternali a formare i tronchi broncomediastinici sinistro e destro.

#### Vasi linfatici
Il cuore presenta un drenaggio linfatico esteso nei ventricoli che raccoglie la linfa proveniente dai pochi vasi linfatici degli atri. I ventricoli presentano un plesso subendocardico, che sfocia nel plesso subepicardico che si svuota nei collettori cardiaci superficiali. Il tronco linfatico maggiore origina dal ventricolo sinistro, raccoglie la linfa del destro e della parete diaframmatica del cuore per gettarsi poi in uno dei linfonodi tracheobronchiali inferiori. Il timo è drenato dai linfonodi mediastinici anterosuperiori.
I polmoni presentano una rete linfatica sottopleurica (superficiale) che circonda tutto il singolo polmone e confluisce nei linfonodi broncopolmonari e una rete profonda che decorre nei setti interlobari e nelle guaine peribroncovascolari formano un plesso che circonda i bronchi e i vasi fino all'ilo. Negli alveoli non sono presenti vasi linfatici. I vasi della pleura viscerale continuano con i vasi polmonari, mentre quelli della pleura parietale terminano nei linfonodi sternali, diaframmatici e mediastinici posteriori. Trachea e bronchi principali presentano due reti linfatiche disposte nella mucosa (superficiale) e nella sottomucosa (profonda). La rete profonda dà origine a vasi efferenti che si gettano nei linfonodi pretracheali o tracheobronchiali.

#### Linfonodi
I linfonodi toracici sono divisi in 14 gruppi:
1. mediastinici superiori
2. paratracheali superiori
3. retrotracheali
4. paratracheali inferiori di destra
5. paratracheali inferiori di sinistra

1. subaortici
2. paraortici
3. linfonodi della biforcazione
4. paraesofagei
5. linfonodi del legamento polmonare

1. linfonodi dell'ilo
2. interlobari
3. lobari
4. segmentali
5. subsegmentali

### Drenaggio della parete addominale
La parete addominale presenta un drenaggio linfatico superficiale che fa capo ai linfonodi inguinali superficiali (per le regioni parietali anterolaterale, posteriore e lombare) e ai linfonodi ascellari (per le regioni parietali alta e costale) e un drenaggio profondo che termina nei linfonodi iliaci esterni.

### Drenaggio dei visceri addominali e pelvici

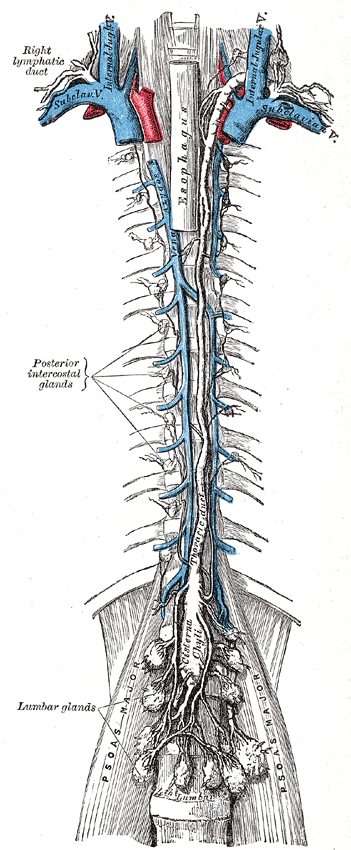
Vasi linfatici addominali, dotto toracico e linfatico destro

I vasi linfatici che drenano i visceri addominali formano plessi che seguono i vasi sanguigni che presentano numerose catene linfonodali interposte e numerose interconnessioni. Si formano quindi i plessi iliaci esterno e interno che confluiscono nel plesso iliaco comune che a sua volta prosegue nel plesso lombaortico. Quest'ultimo è posto attorno all'aorta addominale e presenta la catena linfonodale a cui fanno capo tutti i linfonodi drenanti i visceri addominali e pelvici. Dal plesso lombaortico nascono i due tronchi linfatici lombari.

#### Linfonodi
I linfonodi presenti nelle cavità addominale e pelvica, quindi, si dividono in iliaci esterni, interni e comuni e lomboaortici.
I linfonodi iliaci esterni formano, con i collettori afferenti ed efferenti il plesso iliaco esterno, e drenano la linfa proveniente dalle regioni profonde delle pareti addominale e pelvica, dagli organi genitali, dall'apparato urinaio e dai muscoli adduttori della coscia. I linfonodi iliaci interni, formano con i collettori afferenti ed efferenti il plesso iliaco interno, e drenano la linfa proveniente dalle vie urinarie, dagli organi genitali, dal perineo, dal retto, dal cavo pelvico e dai muscoli della ragione posteriore di coscia e natica. I linfonodi iliaci comuni: drenano la linfa proveniente dai linfonodi iliaci esterni e interni e formano con i collettori il plesso iliaco comune di fronte al promontorio del sacro.
I linfonodi lomboaortici si possono dividere in tre gruppi in base al rapporto che traggono con l'aorta addominale e che ricevono tutta la linfa proveniente dai gruppi linfonodali propri degli organi interni:
- linfonodi preaortici: si dividono in celiaci, mesenterici superiori e mesenterici inferiori e drenano tutto il territorio vascolarizzato dai rami ventrali (impari) dell'aorta[26];
- linfonodi paraortici (o aortici laterali): drenano il territorio vascolarizzato dai rami laterali (pari) splancnici dell'aorta e l'arto inferiore a cui arrivano direttamente o passando prima per i linfonodi iliaci[27];
- linfonodi retroaorici: sono un'estensione dei linfonodi paraortici e dipendono da loro[26].

### Drenaggio dell'arto inferiore

#### Vasi linfatici
I vasi linfatici dell'arto inferiore si dividono in superficiali e profondi. I vasi superficiali originano dai tegumenti, decorrono nel sottocutaneo e si raggruppano in collettori mediali, laterali e glutei superficiali che sfociano poi nel raggruppamento linfonodale inguinale superficiale. I vasi profondi originano dalle ossa, dai muscoli e dalle articolazioni e si fanno satelliti dei vasi profondi e terminano ai linfonodi inguinali profondi.

#### Linfonodi
I linfonodi dell'arto inferiore si dividono in linfonodi inguinali, poplitei e linfonodi isolati. Tutta la linfa viene poi drenata a i linfonodi iliaci esterni.
I linfonodi inguinali sono situati nella regione inguinofemorale e drenano la linfa proveniente dai collettori dell'arto inferiore, delle pareti dell'addome, della regione glutea superficiale, dagli organi genitali esterni e dal perineo. Si suddividono in linfonodi superficiali, posti nel sottocutaneo del triangolo femorale, e linfonodi profondi, posti sempre nel triangolo femorale ma sotto la fascia cribrosa.
I linfonodi poplitei sono situati nella cavità poplitea, ricevono collettori superficiali satelliti della vena piccola safena, drenano i linfonodi isolati tibiale anteriore, tibiale posteriore e peronieri. I vasi efferenti vanno ai linfonodi inguinali profondi.

## Patologia
In generale, visto il ruolo nel drenaggio dei fluidi interstiziali, qualsiasi malfunzionamento del sistema linfatico porta alla formazione di edemi e anche le elefantite.

### Anomalie congenite
Le anomalie congenite del sistema linfatico non sono comuni. In ogni caso si può trattare di linfoedema congenito come risultato di una dilatazione dei canali linfatici primitivi che raramente coinvolge porzioni estese del corpo. L'igroma cistico è caratterizzato da cavità singole o multiple piene di liquido che formano dilatazioni nella parte inferiore e laterale del collo. In genere non è presente alla nascita, ma si evidenzia dopo essersi ingrandito durante l'infanzia. La maggior parte degli igromi deriva da uno sviluppo anomale dei sacchi giugulari come sacchi staccati o come parti del sacco non raggiunte dai canali linfatici.